# 355657 Poppy
355657 Poppy è un asteroide della fascia principale. Scoperto nel 2003, presenta un'orbita caratterizzata da un semiasse maggiore pari a 3,079054 UA e da un'eccentricità di 0,054464, inclinata di 12,877763° rispetto all'eclittica.